# Caryodes dufresnii
Caryodes dufresnii är en snäckart som beskrevs av Leach 1815. Caryodes dufresnii ingår i släktet Caryodes och familjen Caryodidae.

## Underarter
Arten delas in i följande underarter:
- C. d. dufresnii
- C. d. dertra
- C. d. superior